# Stylidium dunlopianum
Stylidium dunlopianum este o specie de plante dicotiledonate din genul Stylidium, familia Stylidiaceae, ordinul Asterales, descrisă de S.Carlquist. Conform Catalogue of Life specia Stylidium dunlopianum nu are subspecii cunoscute.